# In the Winter Dark
In the Winter Dark is een novelle geschreven door Tim Winton. Dit vroege werk van Winton speelt zich af in West-Australië en draait rond angst.

## Samenvatting
Maurice Stubbs en zijn vrouw Ida, Veronica Melwater aka Ronnie en haar vriend Nick en Murray Jacob leven afgelegen in een vallei, genaamd The Sink, ergens in het zuidwesten van West-Australië. Jacob leeft in het oude Minchinbury huis dat hij recent gekocht heeft. Ronnie is zwanger, afkomstig uit de stad en leeft met haar vriend Nick op een boerderijtje. Nick is het hele verhaal afwezig vanwege optredens met zijn bandje. Maurice en Ida wonen hun hele leven al in de vallei. Deze vijf mensen zijn de enigen die in de afgelegen vallei wonen. Er hebben zich nog mensen in de vallei proberen vestigen maar ze hielden het nooit lang vol. 
Het verhaal begint met de dagelijkse dromen en dronkenschap van respectievelijk Maurice Stubbs en Murray Jacob. Langzamerhand worden de oorzaken van de dromen en dronkenschap duidelijk. Het begon allemaal toen in de vallei huisdieren en vee door een mysterieus wezen gedood werden. De vier bewoners van de vallei besluiten niet de autoriteiten in te lichten maar de zaak zelf te onderzoeken. Daardoor krijgen hun innerlijke demonen echter vrij spel.

## Verfilming
In the Winter Dark werd in 1998 verfilmd door James Bogle met Brenda Blethyn, Ray Barrett, Richard Roxburgh en Miranda Otto in de hoofdrollen.